# 喜多明人
喜多 明人（きた あきと、1949年7月21日 - ）は、日本の教育学者、社会運動家。元早稲田大学教授。
東京都生まれ。1973年早大教育学部卒、1981年同大学院博士課程満期退学、1987年「学校施設の歴史と法制 公教育条件としての学校施設の課題」で早大文学博士。1981年立正大学文学部専任講師、1985年助教授、1994年教授、1996年早大文学部教授、文学学術院教授。2020年定年退職。子どもの権利条約総合研究所代表。情報センター「子どもの権利条約ネットワーク」代表。児童の権利に関する条約を推進、全国不登校新聞社、教育改革市民フォーラムの中心人物である。現在東京シューレ理事長。

## 著書
- 『学校環境と子どもの発見 学校施設の理念と法則』エイデル研究所 1983
- 『学校施設の歴史と法制 公教育条件としての学校施設の課題』エイデル研究所 1986
- 『新時代の子どもの権利 子どもの権利条約と日本の教育』エイデル研究所 1990
- 『わたしたちの独立宣言 子どもの権利条約』ポプラ社教養文庫 1992
- 『新世紀の子どもと学校 子どもの権利条約をどう生かすか』エイデル研究所 1995
- 『学校災害ハンドブック』草土文化 1996
- 『活かそう!子どもの権利条約』ポプラ社 21世紀知的好奇心探求読本 1997

### 共編著
- 『ぼくらの権利条約』立正大学喜多ゼミナール共編著 エイデル研究所 1994
- 『よくわかる「子どもの権利条約」事典』内田玉男画 あかね書房 まんがで学習 1995
- 『子どもの参加の権利 <市民としての子ども>と権利条約』林量俶,坪井由実,増山均共編 三省堂 1996
- 『人権教育をつくる』岩川直樹,河内徳子,今泉博共編 大月書店 「教え」から「学び」への授業づくり  小学校 1997
- 『みんなの権利条約』喜多ゼミナール共編著 草土文化 1997
- 『学習子どもの権利条約』子どもの権利条約ネットワーク編 荒牧重人,平野裕二共著 日本評論社 1998
- 『それって人権?』木原千春絵 大月書店 人権の絵本 2000
- 『わたしたちの人権宣言』木原千春絵 大月書店 人権の絵本 2000
- 『子どもオンブズパーソン 子どものSOSを受けとめて』荒牧重人,吉田恒雄,黒岩哲彦共編 日本評論社 2001
- 『意見をいって自分もまわりも変わる』編著 ポプラ社 わたしの人権みんなの人権 2004
- 『現代学校改革と子どもの参加の権利 子ども参加型学校共同体の確立をめざして』編著 学文社 早稲田教育叢書 2004
- 『子どもにやさしいまちづくり 自治体子ども施策の現在とこれから』荒牧重人,森田明美,内田塔子,半田勝久共編著 日本評論社 2004
- 『〈提言〉学校安全法 子どもと学校を守る安全指針』橋本恭宏共編 不磨書房 2005
- 『学校の安全を見る目に確かさを』永井憲一,橋本恭宏,船木正文,村元宏行,高野敏春共著 成文堂 国士舘アカデミア叢書 2006
- 『子どもとともに創る学校 子どもの権利条約の風を北海道・十勝から』澤田治夫,和田真也,荒牧重人共編 日本評論社 2006
- 『子どもとマスターする50の権利学習 イラスト版子どもの権利』浜田進士,山本克彦,安部芳絵共著 合同出版 2006
- 『なぜ変える?教育基本法』辻井喬,藤田英典共編 岩波書店 2006
- 『解説学校安全基準』橋本恭宏,船木正文,森浩寿共編 不磨書房 2008
- 『ガイドブック教育法』姉崎洋一,荒牧重人,小川正人,金子征史,戸波江二,広沢明,吉岡直子共編 三省堂 2009
- 『子どもの権利 日韓共同研究』森田明美,荒牧重人,李在然,安東賢,李亮喜共編 日本評論社 2009
- 『「逐条解説」子どもの権利条約』森田明美,広沢明,荒牧重人共編 日本評論社 2009
- 『学校安全ハンドブック』堀井雅道共著 草土文化 2010
- 『「免許更新制」では教師は育たない 教師教育改革への提言』三浦孝啓共編 岩波書店 2010
- 『解説子ども条例』荒牧重人,半田勝久共編 三省堂 2012
- 『子どもにやさしいまちづくり 第2集』荒牧重人,森田明美, 内田塔子, 半田勝久共編著 日本評論社 2013
- 『子どもの権利アジアと日本』荒牧重人,森田明美共編 三省堂 2013

## 論文
- Cinii
- Research Map